# Геркулес X-1
Геркулес X-1 (Hercules X-1, Her X-1, 4U1656+35) — рентгеновский двойной источник промежуточной мощности, впервые исследованный спутником Uhuru. Состоит из нейтронной звезды, на которую происходит аккреция вещества с обычной звезды (HZ Her), вероятно, вследствие заполнения звездой полости Роша.

## Рентгеновская двойная звезда промежуточной массы
Геркулес X-1 является прототипом массивных рентгеновских двойных, хотя и находится на границе (около 2 масс Солнца) между высоко- и маломассивными рентгеновскими двойными.
Рентгеновская двойная промежуточной массы является двойной звёздной системой, в которой один из компонентов является нейтронной звездой или чёрной дырой. Другой компонент является звездой промежуточной массы.

## Интенсивность

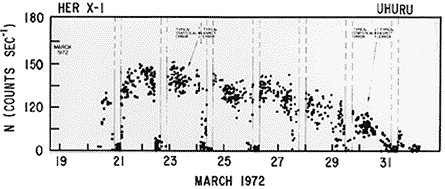
Данная кривая блеска источника Геркулес X-1 показывает переменность на больших и средних масштабах. Каждая пара вертикальных линий отмечает затмение компактного объекта звездой-компаньоном. В данном случае компаньоном является звезда с массой, вдвое превышающей солнечную, и радиусом около 4 радиусов Солнца. Затмения свидетельствуют об орбитальном периоде системы, равном 1,7 дня.

Источник обладает сложной переменностью, пульсация с периодом 1,24 секунды связана с вращением нейтронной звезды, затмения каждые 1,70 дней показывают орбитальный период двойной звезды, также наблюдаются вариации с периодом 35 дней, ассоциируемые с прецессией аккреционного диска. Наблюдения показывают, что в системе есть искривленный аккреционный диск с ретроградной прецессией, влияющий на рентгеновскую подсветку HZ Геркулеса и Земли.

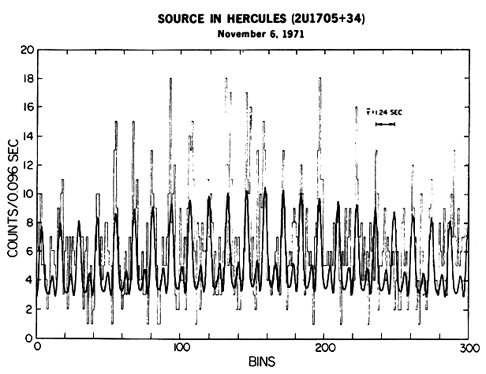
Наблюдения на аппарате Uhuru выявили наличие пульсаций в рентгеновском диапазоне с периодом 1,2 секунды, что подтвердило присутствие быстро вращающейся нейтронной звезды. Рисунок взят из работы Charles and Seward.

Период пульсации 1,24 секунды очевиден из наблюдений. Резкий обрыв на ~24 кэВ в плоском спектре объекта предоставляет доказательство наличия эффектов переноса излучения, связанных с замагниченной плазмой вблизи поверхности нейтронной звезды. 

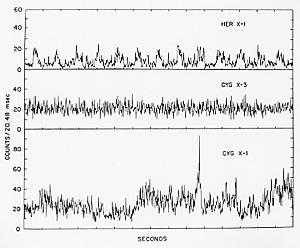
15-секундные образцы сигналов, полученные в 1973 году при наблюдениях трёх наиболее ярких двойных радиоисточников в Млечном Пути: Геркулес X-1 (период 1,7 сут.), Лебедь X-3 (0,2 сут.) и Лебедь X-1 (5,6 сут.).

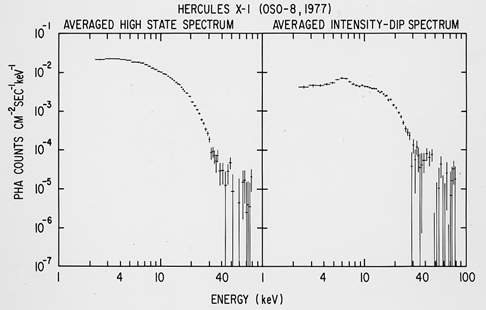
Спектры источника Геркулес X-1, полученные OSO 8.

## Открытие Her X-1
Объявление об обнаружении источника Геркулес X-1 при наблюдениях на спутнике Uhuru было сделано на конференции  «1971-72 Winter Meeting of the High-Energy Astrophysics Division AAS», проводимой в Сан-Хуане. Само же открытие периодически пульсирующего рентгеновского источника произошло в ноябре 1971 года.

## Расположение
Положение Геркулеса x-1  было неопределённым вследствие ошибок сенсоров спутника Uhuru и приводилось в виде на эпоху J1950 RA 17h05m Dec 34°52' по данным Uhuru и 16h56.7m Dec 35°35' по данным OSO 7. Однако существует лишь один слабый рентгеновский источник (2U 1735+43) в пределах 10° от Геркулеса X-1. Однако в пределах области перекрытия положений объекта по данным Uhuru и OSO 7 обнаружены четыре радиоисточника: (1) RA 16h56m50.75s  Dec 35°14'33±3" в виде двойного точечного источника, разделённого расстоянием  17±2", (2)  RA 16h57m10.65s Dec 35°21'35±3" в пределах 6±3" изображения звезды, (3)  RA 16h57m35.72s  Dec  35°15'19±3" не видна в качестве звезды в Паломарском обзоре неба, (4)  RA 16h58m39.17s Dec 35°10'53±3" обнаружен вблизи области перекрытия положений по данным Uhuru и OSO 7. В то время исследователи не смогли обнаружить, что проявления Геркулеса X-1  в радиодиапазоне аналогичны периодическим изменениям проявлений в рентгеновском диапазоне (период 36 дней), хотя удовлетворительных астрофизических причин для такой корреляции не было предложено. Четыре указанных выше источника наблюдались в течение нескольких фаз затмений рентгеновского источника. Соответствующих затмений в радиодиапазоне обнаружено не было. В тот период Докси показал, что следует проводить дополнительные наблюдения в радиодиапазоне (особенно в периоды сильного рентгеновского излучения Геркулеса X-1), а также необходимо уточнение положения источника.
В 1973 году Бакалл и Бакалл (англ. Bahcall) определили, что HZ Геркулеса обладает кривой блеска, соответствующей Геркулесу X-1 при фиксированном положении источника.